# Osos de Toluca
Stade
Les Osos de Toluca étaient une équipe mexicaine de football américain basée à Toluca, capitale de l’état de Mexico. Ils concouraient dans la Division Nord de la Ligue de football américain (LFA) du Mexique avec les Dinos de Saltillo, les Fundidores de Monterrey et les Raptors de Naucalpan. Le nom et le logo de l'équipe font référence aux ours grizzlies mexicains, aujourd'hui disparus. Ses matchs à domicile étaient disputés au terrain de football américain du Campus Universitario Siglo XXI.

## Histoire
Les Osos rejoignent la LFA en 2019, en tant qu'équipe d'expansion, en même temps que les Artilleros de Puebla.
Leur premier renfort important sera le defensive tackle Mauricio «Tyson» López, qui a fait une brève apparition (en pré-saison) en NFL aux Eagles de Philadelphie en 2007 et aux Raiders d'Oakland en 2009. Il fait également partie de l'équipe des Mayas qui gagne le premier Tazón México.
Horacio García Aponte, ex-coach des Borregos Toluca, l'équipe de ITESM, campus Toluca, dirigera l'équipe lors de la première saison.

### Saison 2019
Pour sa première campagne, l'équipe termine la saison régulière avec un bilan de 2-6 et ne se qualifie pas pour ses premières séries éliminatoires. Le premier match qu'ils jouent est le 23 février 2019 contre les Raptors, et ils perdent dur le score sans appel de 12-48. Malgré cette défaite, l’équipe remporte sa première victoire la semaine suivante contre les Fundidores 30 à 29, la seconde ayant lieu à l'extérieur en battant les Dinos à Saltillo.

## La draft
Les choix des deux premiers tours des Osos.
| Tour | Sél | Équipe LFA | Joueur                 | Pos | Université            | Conférence            |
| ---- | --- | ---------- | ---------------------- | --- | --------------------- | --------------------- |
| 1    | 8   | Osos       | Enrique Gerardo Yenny  | K   | Borregos ITESM Toluca | Liga Premier CONADEIP |
| 2    | 16  | Osos       | Ulises Alberto Garduño | LB  | Potros Salvajes UAEM  | Liga Mayor ONEFA      |

## Les joueurs
| N° | Joueur                               | Pos   | Poids | Taille | Équipe universitaire |
| -- | ------------------------------------ | ----- | ----- | ------ | -------------------- |
| 1  | MAURICIO LÓPEZ CHÁVEZ                | DL    | 158   | 1.9    | MAYAS LFA            |
| 2  | ARMANDO ISRAEL AGUILUZ FLORES        | DB    | 86    | 1.8    | ITESM TOLUCA         |
| 3  | MARIO ALBERTO SALAS OROZCO           | WR    | 93    | 1.81   | ITESM TOLUCA         |
| 4  | ROBERTO MIGUEL ANGEL HERNÁNDEZ MUÑOZ | RB    | 90    | 1.79   | CONDORS LFA          |
| 5  | RAMÓN ARTURO LÓPEZ MONTES ZEPEDA     | DB    | 88    | 1.73   | RAPTORS LFA          |
| 6  | JULIAN DARRELL CRANDALL              | DB/WR | 82    | 1.78   | États-Unis           |
| 7  | JESÚS MÁRQUEZ FREGOSO                | DE    | 97    | 1.8    | POTROS SALVAJES UAEM |
| 8  | JUAN CARLOS MAYA GÓMEZ               | WR    | 72    | 1.67   | ITESM TOLUCA         |
| 10 | ALAN MACEDO RUIZ                     | QB    | 107   | 1.9    | ITESM TOLUCA         |
| 11 | JOSÉ CARLOS MORA HEMMER              | WR    | 88    | 1.87   | LINCES UVM           |
| 12 | MARIO ALBERTO HERNÁNDEZ PÉREZ        | WR    | 77    | 1.75   | POTROS SALVAJES UAEM |
| 13 | DANIEL ALFONSO OROPEZA ROJO          | DB    | 76.8  | 1.75   | POTROS SALVAJES UAEM |
| 14 | JOSÉ MANUEL FERNÁNDEZ CHÁVEZ         | WR    | 90    | 1.78   | ITESM TOLUCA         |
| 15 | JORGE ARMANDO ROSANO CRAVIOTO        | WR    | 78    | 1.78   | POTROS SALVAJES UAEM |
| 17 | JOAQUÍN ISAAC JUÁREZ SIERRA          | QB    | 85    | 1.7    | EAGLES LFA           |
| 18 | ULISES ALBERTO GARDUÑO JIMÉNEZ       | LB    | 88    | 1.7    | POTROS SALVAJES UAEM |
| 19 | FRANCISCO DANIEL MANJARREZ GARZA     | WR    | 106   | 1.8    | ITESM TOLUCA         |
| 21 | JESÚS AXEL VALDERRAMA GARCÍA         | RB    | 94    | 1.88   | LEONES UAMN          |
| 23 | OLIVER ORIHUELA MONROY               | DB    | 93    | 1.9    | POTROS SALVAJES UAEM |
| 24 | JERÓNIMO AARÓN DE LEÓN GONZÁLEZ      | LB    | 85.7  | 1.7    | POTROS SALVAJES UAEM |
| 25 | RODRIGO RASCÓN CALDERÓN              | DB/RB | 87    | 1.76   | POTROS SALVAJES UAEM |
| 29 | CARLOS DANIEL QUIROZ ZÚÑIGA          | DB    | 79    | 1.74   | POTROS SALVAJES UAEM |
| 32 | HUGO IVÁN REYES GÓMEZ                | RB    | 80    | 1.74   | ITESM TOLUCA         |
| 35 | RICARDO ABRAHAM HERNÁNDEZ PÉREZ      | RB    | 85    | 1.75   | POTROS SALVAJES UAEM |
| 36 | GUSTAVO MARTÍNEZ CASTILLO            | FB    | 100   | 1.84   | POTROS SALVAJES UAEM |
| 38 | OSCAR ENRIQUE OLIVARES GARCÍA        | LB    | 113   | 1.9    | MEXICAS LFA          |
| 42 | ENRIQUE GERARDO YENNY ROMERO         | K/P   | 90    | 1.91   | ITESM TOLUCA         |
| 44 | ROLAND ETHAN GREEN                   | OLB   | 100   | 1.85   | États-Unis           |
| 46 | ANDRÉS HERNÁNDEZ HERNÁNDEZ           | DL    | 106   | 1.89   | AGUILAS BLANCAS      |
| 50 | DANIEL MATTHEW MATTNER               | OL/DL | 142   | 1.9    | États-Unis           |
| 52 | JOSÉ LUIS GARCÍA BLANCO              | DL    | 114.1 | 1.88   | POTROS SALVAJES UAEM |
| 56 | LUIS MIGUEL HERNÁNDEZ BAYLON         | OL    | 118   | 1.81   | POTROS SALVAJES UAEM |
| 55 | RODOLFO LAVANDEROS OLIVARES          | LB    | 95    | 1.82   | POTROS SALVAJES UAEM |
| 61 | MARIO RODRÍGUEZ VALLEJO              | OL    | 152   | 1.85   | RAPTORS LFA          |
| 63 | EMANUEL PEDROZA AGUILAR              | OL    | 160   | 1.93   | CONDORS LFA          |
| 69 | JORGE ALBERTO RAMÍREZ PELLÓN         | OL    | 165   | 2.04   | MEXICAS LFA          |
| 71 | ELÍAS GONZÁLEZ LÓPEZ                 | OL    | 103   | 1.83   | POTROS SALVAJES UAEM |
| 72 | JORGE ENRIQUE DE LEÓN ROJAS          | OL    | 135   | 1.9    | EAGLES LFA           |
| 75 | MAURICIO JACOB VARGAS HERNÁNDEZ      | OL    | 150   | 1.99   | MEXICAS LFA          |
| 90 | JAVIER PÉREZ OLMOS                   | DL    | 120   | 1.87   | ITESM TOLUCA         |
| 93 | JOSÉ HUMBERTO PANIAGUA INOSTROSA     | DE    | 102   | 1.9    | POTROS SALVAJES UAEM |
| 94 | EDER JAVIER MIJANGOS CHÁVEZ          | DE    | 96    | 1.8    | ITESM TOLUCA         |
| 99 | ÁNGEL FUENTES MONTES                 | DE    | 110   | 1.86   | POTROS SALVAJES UAEM |

## Les statistiques
| Saison | Entraîneur     | Saison régulière | Saison régulière | Saison régulière | Playoffs | Playoffs | Playoffs      |
| Saison | Entraîneur     | Bilan            | Pct              | Classement       | Bilan    | Pct      | Résultat      |
| ------ | -------------- | ---------------- | ---------------- | ---------------- | -------- | -------- | ------------- |
| 2019   | Horacio García | 2-6              | 0.250            | 4e Division Nord | -        | -        | non qualifiés |

## Le calendrier
| Semaine | Date       | Heure | Adversaire |
| ------- | ---------- | ----- | ---------- |
| 1       | 23 février | 16 h  | Raptors    |
| 2       | 2 mars     | 13 h  | Fundidores |
| 3       | 10 mars    | 12 h  | Dinos      |
| 4       | 16 mars    | 15 h  | Mayas      |
| 5       | 24 mars    | 15 h  | Condors    |
| 6       | 30 mars    | 13 h  | Raptors    |
| 7       | 6 mars     | 18 h  | Dinos      |
| 8       | 12 mars    | 21 h  | Fundidores |